# Rezolucja Rady Bezpieczeństwa ONZ nr 497
Rezolucja Rady Bezpieczeństwa ONZ nr 497 została przyjęta jednogłośnie 17 grudnia 1981 roku jako reakcja na uchwalone 14 grudnia 1981 roku przez izraelski Kneset Prawa Wzgórz Golan, które de facto stanowiło o aneksji Wzgórz Golan wraz z żydowskimi osiedlami.

## Tło rezolucji
W wyniku wojny sześciodniowej w 1967 roku Izrael zajął i rozpoczął okupację syryjskich Wzgórz Golan. Jest to obszar o istotnym znaczeniu, ponieważ zapewnia kontrolę nad lokalnymi źródłami wody pitnej. Przed wojną, z pozycji na wzgórzach artyleria syryjska prowadziła ostrzał izraelskich miejscowości przy granicy syryjsko-izraelskiej. Zajęcie Wzgórz Golan odsunęło to zagrożenie i pozwoliło Izraelczykom na zdobycie obszaru, który mógłby być wykorzystany jako pierwsza linia obrony w razie kolejnego konfliktu.
22 listopada 1967 roku rezolucja Rady Bezpieczeństwa ONZ nr 242 wezwała Państwo Izrael do wycofania się ze wszystkich terytoriów zajętych podczas wojny w 1967 roku.
14 grudnia 1981 roku izraelski Kneset przyjął Prawo Wzgórz Golan, które było de facto aneksją tego obszaru. Aneksja ta nie została uznana międzynarodowo. Dopiero w 2019 roku Stany Zjednoczone jako pierwsze państwo na świecie uznały tę aneksję.

## Treść
Przyjęta jednogłośnie rezolucja, będąca odpowiedzią na list protestacyjny stałego przedstawicielstwa Syrii przy ONZ z 14 grudnia 1981 roku:
- potwierdza, że przejęcie terytorium siłą jest sprzeczne z Kartą Narodów Zjednoczonych i prawem międzynarodowym,
- uznaje, że rozciągnięcie przez Izrael swoich prawa, jurysdykcji i administracji na Wzgórza Golan jest nieważne,
- określa Izrael mianem siły okupującej i żąda wycofania się z decyzji o przyjęciu prawa,
- stwierdza, że postanowienia Konwencji Genewskiej mają ciągłe zastosowanie do okupowanego przez Izrael terytorium Syrii,
- prosi Sekretarza Generalnego o złożenie raportu Radzie Bezpieczeństwa ze wdrożenia rezolucji w ciągu dwóch tygodni, a jeżeli Izrael tego nie zrobi, to zobowiązuje się do niezwłocznego, ponownego spotkania, nie później niż 5 stycznia 1982 roku.